# Jabor
Jabor – miejscowość na Wyspach Marshalla, na atolu Jaluit. Zamieszkuje ją 1200 mieszkańców, jest to ośrodek turystyczny.
W Jabor urodził się Amata Kabua, pierwszy prezydent i autor hymnu Wysp Marshalla.